# 1998–1999-es UEFA-bajnokok ligája (egyenes kieséses szakasz)
A 1998–1999-es UEFA-bajnokok ligája egyenes kieséses szakasza 1999. március 3-án kezdődött, és május 28-án ért véget a barcelonai Camp Nou stadionban rendezett döntővel. Az egyenes kieséses szakaszban a csoportkör hat első helyezettje és két legjobb második helyezettje  vett részt.

## Lebonyolítás
A döntő kivételével mindegyik mérkőzés oda-visszavágós rendszerben zajlott. A két találkozó végén az összesítésben jobbnak bizonyuló csapatok jutottak tovább a következő körbe. Ha az összesítésnél az eredmény döntetlen volt, akkor az idegenben több gólt szerző csapat jutott tovább. Amennyiben az idegenben lőtt gólok száma is azonos volt, akkor 30 perces hosszabbítást rendeztek a visszavágó rendes játékidejének lejárta után. Ha a 2×15 perces hosszabbításban gólt/gólokat szerzett mindkét együttes, és az összesített állás egyenlő volt, akkor a vendég csapat jutott tovább idegenben szerzett góllal/gólokkal. Gólnélküli hosszabbítás esetén büntetőpárbajra került sor. A döntőt egy mérkőzés keretében rendezték meg.

## Résztvevők
| Csoport   | Csoportelső          | Csoportmásodik    |
| --------- | -------------------- | ----------------- |
| A csoport | Olimbiakósz          | –                 |
| B csoport | Juventus             | –                 |
| C csoport | Internazionale       | Real Madrid       |
| D csoport | Bayern München       | Manchester United |
| E csoport | Dinamo Kijiv         | –                 |
| F csoport | 1. FC Kaiserslautern | –                 |

## Ágrajz
|  | Negyeddöntők      | Negyeddöntők      | Negyeddöntők   | Negyeddöntők   | Negyeddöntők |   |                   | Elődöntők         | Elődöntők | Elődöntők | Elődöntők | Elődöntők |  |  | Döntő | Döntő | Döntő |  |
|  |                   |                   |                |                |              |   |                   |                   |           |           |           |           |  |  |       |       |       |  |
|  | Manchester United | Manchester United | 2              | 1              | 3            |   |                   |                   |           |           |           |           |  |  |       |       |       |  |
|  | Manchester United | Manchester United | 2              | 1              | 3            |   |                   |                   |           |           |           |           |  |  |       |       |       |  |
|  | Internazionale    | Internazionale    | 0              | 1              | 1            |   |                   |                   |           |           |           |           |  |  |       |       |       |  |
|  | Internazionale    | Internazionale    | 0              | 1              | 1            |   | Manchester United | Manchester United | 1         | 3         | 4         |           |  |  |       |       |       |  |
|  |                   |                   |                |                |              |   | Manchester United | Manchester United | 1         | 3         | 4         |           |  |  |       |       |       |  |
|  |                   |                   | Juventus       | Juventus       | 1            | 2 | 3                 |                   |           |           |           |           |  |  |       |       |       |  |
|  | Juventus          | Juventus          | Juventus       | Juventus       | 1            | 2 | 3                 | 2                 | 1         | 3         |           |           |  |  |       |       |       |  |
|  | Juventus          | Juventus          |                |                |              |   |                   |                   |           | 3         |           |           |  |  |       |       |       |  |
|  | Olimbiakósz       | Olimbiakósz       | 1              | 1              | 2            |   |                   |                   |           |           |           |           |  |  |       |       |       |  |
|  | Olimbiakósz       | Olimbiakósz       | 1              | 1              | 2            |   | Manchester United | Manchester United | 2         |           |           |           |  |  |       |       |       |  |
|  |                   |                   |                |                |              |   |                   |                   |           |           |           |           |  |  |       |       |       |  |
|  |                   |                   | Bayern München | Bayern München | 1            |   |                   |                   |           |           |           |           |  |  |       |       |       |  |
|  | Real Madrid       | Real Madrid       | Bayern München | Bayern München | 1            | 1 | 0                 | 1                 |           |           |           |           |  |  |       |       |       |  |
|  | Real Madrid       | Real Madrid       |                |                |              |   |                   | 1                 |           |           |           |           |  |  |       |       |       |  |
|  | Dinamo Kijiv      | Dinamo Kijiv      | 1              | 2              | 3            |   |                   |                   |           |           |           |           |  |  |       |       |       |  |
|  | Dinamo Kijiv      | Dinamo Kijiv      | 1              | 2              | 3            |   | Dinamo Kijiv      | Dinamo Kijiv      | 3         | 0         | 3         |           |  |  |       |       |       |  |
|  |                   |                   |                |                |              |   | Dinamo Kijiv      | Dinamo Kijiv      | 3         | 0         | 3         |           |  |  |       |       |       |  |
|  |                   |                   | Bayern München | Bayern München | 3            | 1 | 4                 |                   |           |           |           |           |  |  |       |       |       |  |
|  | Bayern München    | Bayern München    | Bayern München | Bayern München | 3            | 1 | 4                 | 2                 | 4         | 6         |           |           |  |  |       |       |       |  |
|  | Bayern München    | Bayern München    |                |                |              |   |                   |                   |           | 6         |           |           |  |  |       |       |       |  |
|  | Kaiserslautern    | Kaiserslautern    | 0              | 0              | 0            |   |                   |                   |           |           |           |           |  |  |       |       |       |  |

## Negyeddöntők
| 1. csapat         | Össz.Tooltip Aggregate score | 2. csapat      | 1. mérk. | 2. mérk. |
| ----------------- | ---------------------------- | -------------- | -------- | -------- |
| Real Madrid       | 1–3                          | Dinamo Kijiv   | 1–1      | 0–2      |
| Manchester United | 3–1                          | Internazionale | 2–0      | 1–1      |
| Juventus          | 3–2                          | Olimbiakósz    | 2–1      | 1–1      |
| Bayern München    | 6–0                          | Kaiserslautern | 2–0      | 4–0      |

### 1. mérkőzések
Az időpontok helyi idő szerint értendők.
| 1999. március 3. 20:45 |

| Real Madrid   | 1–1               | Dinamo Kijiv   |
| ------------- | ----------------- | -------------- |
| Mijatović 66' | (0–0) Jegyzőkönyv | Shevchenko 54' |

| Santiago Bernabéu, Madrid Nézőszám: 35 183 Játékvezető: Stefano Braschi (olasz) |

| 1999. március 3. 19:45 |

| Manchester United | 2–0               | Internazionale |
| ----------------- | ----------------- | -------------- |
| Yorke 7' 45+1'    | (2–0) Jegyzőkönyv |                |

| Old Trafford, Manchester Nézőszám: 54 430 Játékvezető: Hellmut Krug (német) |

| 1999. március 3. 20:45 |

| Juventus              | 2–1               | Olimbiakósz              |
| --------------------- | ----------------- | ------------------------ |
| Inzaghi 38' Conte 79' | (1–0) Jegyzőkönyv | Niniadis 90+' (11-esből) |

| Stadio delle Alpi, Torino Nézőszám: 33 871 Játékvezető: José María García-Aranda (spanyol) |

| 1999. március 3. 20:45 |

| Bayern München          | 2–0               | Kaiserslautern |
| ----------------------- | ----------------- | -------------- |
| Élber 31' Effenberg 35' | (2–0) Jegyzőkönyv |                |

| Olympiastadion, München Nézőszám: 54 000 Játékvezető: Nikolay Levnikov (orosz) |

### 2. mérkőzések
| 1999. március 17. 21:45 |

| Dinamo Kijiv       | 2–0               | Real Madrid |
| ------------------ | ----------------- | ----------- |
| Shevchenko 62' 79' | (0–0) Jegyzőkönyv |             |

| Olimpiai Stadion, Kijev Nézőszám: 81 500 Játékvezető: Anders Frisk (svéd) |

| 1999. március 17. 20:45 |

| Internazionale | 1–1               | Manchester United |
| -------------- | ----------------- | ----------------- |
| Ventola 63'    | (0–0) Jegyzőkönyv | Scholes 88'       |

| San Siro, Milánó Nézőszám: 79 528 Játékvezető: Gilles Veissière (francia) |

| 1999. március 17. 21:45 |

| Olimbiakósz | 1–1               | Juventus  |
| ----------- | ----------------- | --------- |
| Gogić 12'   | (1–0) Jegyzőkönyv | Conte 85' |

| Olimpiai Stadion, Athén Nézőszám: 75 000 Játékvezető: Markus Merk (német) |

| 1999. március 17. 20:45 |

| Kaiserslautern | 0–4               | Bayern München                                         |
| -------------- | ----------------- | ------------------------------------------------------ |
|                | (0–3) Jegyzőkönyv | Effenberg 9' Jancker 22' Rösler 39' (öngól) Basler 56' |

| Fritz Walter Stadion, Kaiserslautern Nézőszám: 30 158 Játékvezető: Urs Meier (svájci) |

## Elődöntők
| 1. csapat         | Össz.Tooltip Aggregate score | 2. csapat      | 1. mérk. | 2. mérk. |
| ----------------- | ---------------------------- | -------------- | -------- | -------- |
| Manchester United | 4–3                          | Juventus       | 1–1      | 3–2      |
| Dinamo Kijiv      | 3–4                          | Bayern München | 3–3      | 0–1      |

### 1. mérkőzések
| 1999. április 7. 19:45 |

| Manchester United | 1–1               | Juventus  |
| ----------------- | ----------------- | --------- |
| Giggs 90+2'       | (0–1) Jegyzőkönyv | Conte 25' |

| Old Trafford, Manchester Nézőszám: 54 487 Játékvezető: Manuel Díaz Vega (spanyol) |

| 1999. április 7. 21:45 |

| Dinamo Kijiv                    | 3–3               | Bayern München                       |
| ------------------------------- | ----------------- | ------------------------------------ |
| Shevchenko 16' 43' Kosovsky 50' | (2–1) Jegyzőkönyv | Tarnat 45' Effenberg 78' Jancker 88' |

| Olimpiysky, Kijev Nézőszám: 81 500 Játékvezető: Kim Milton Nielsen (dán) |

### 2. mérkőzések
| 1999. április 21. 20:45 |

| Juventus       | 2–3               | Manchester United            |
| -------------- | ----------------- | ---------------------------- |
| Inzaghi 6' 11' | (2–2) Jegyzőkönyv | Keane 24' Yorke 34' Cole 84' |

| Stadio delle Alpi, Torino Nézőszám: 60 806 Játékvezető: Urs Meier (svájci) |

| 1999. április 21. 20:45 |

| Bayern München | 1–0               | Dinamo Kijiv |
| -------------- | ----------------- | ------------ |
| Basler 35'     | (1–0) Jegyzőkönyv |              |

| Olimpiai Stadion, München Nézőszám: 60 000 Játékvezető: Vítor Melo Pereira (portugál) |

## Döntő
| 1999. május 26. 20:45 (CET) |

| Manchester United               | 2–1               | Bayern München |
| ------------------------------- | ----------------- | -------------- |
| Sheringham 90+1' Solskjær 90+3' | (0–1) Jegyzőkönyv | Basler 6'      |

| Camp Nou, Barcelona Nézőszám: 90 045 Játékvezető: Pierluigi Collina (olasz) |